# Usine Renault Samsung Motors de Pusan
L'usine Renault Samsung Motors de Pusan est une usine du groupe automobile Renault, installée dans l'arrondissement  de Gangseo à Pusan (ou Busan), en Corée du Sud. L'usine fabrique notamment les modèles de la gamme Renault Samsung vendus localement : Samsung SM3 II, Samsung SM3 CE, Samsung SM5 III, Samsung SM7, Samsung QM5. Ainsi que des modèles destinés à l'exportation : Renault Latitude, Renault Koleos II ou Nissan Rogue.